# Fissidens nitidulus
Fissidens nitidulus là một loài Rêu trong họ Fissidentaceae. Loài này được Thér. mô tả khoa học đầu tiên năm 1910.